# La Terre promise (film)
Pour les articles homonymes, voir Terre promise.
Pour plus de détails, voir Fiche technique et Distribution.
La Terre promise est un film suisse réalisé par Francis Reusser et sorti en 2014.

## Fiche technique
- Titre : La Terre promise
- Réalisation : Francis Reusser
- Scénario : Francis Reusser et Xavier Grin
- Photographie : Henri Guareschi
- Son : David Lipka
- Montage son et mixage : Jérôme Cuendet
- Montage : Jean Reusser
- Sociétés de production : P.S. Productions - RTS
- Pays de production :  Suisse
- Durée : 85 minutes
- Date de sortie :
  - Suisse : avril 2014

## Accueil
L'accueil de ce film est plutôt positive: sur le site web IMDb.com, la note est de 8.2/10 pour 12 notations publics.

## Tournage
Le film a été tourné en Palestine et en Suisse.

## Sélections[1]
- Visions du réel 2014
- Days of cinema, Bethléem, 2015
- Festival international du film documentaire (FIDADOC), Agadir, 2015[2]
- Journées de la francophonie, Ramallah, 2016